# Find My Way
Find My Way è un singolo del rapper statunitense DaBaby, pubblicato il 1º aprile 2020 come primo estratto dal terzo album in studio Blame It on Baby.

## Descrizione
La base del brano sfrutta un loop di chitarra prodotto dalla Prime Loops nel 2012, già utilizzato nel 2018 nel singolo Friends del DJ Marshmello e della cantante Anne-Marie.

## Video musicale
Il video musicale, diretto dai Reel Goats, è stato reso disponibile il 1º aprile 2020 in concomitanza con l'uscita del singolo.

## Tracce
Testi e musiche di De'Juane Dunwood e Jonathan Lyndale Kirk.
1. Find My Way – 2:19

## Formazione
Musicisti
- DaBaby – voce

Produzione
- DJ Kid – produzione, assistenza alla registrazione
- Derek "MixedByAli" Ali – missaggio
- Curtis "Sircut" Bye – assistenza al missaggio
- Cyrus "NOIS" Taghipour – assistenza al missaggio
- Nicolas de Porcel – mastering

## Classifiche
| Classifica (2020) | Posizione massima |
| ----------------- | ----------------- |
| Australia         | 47                |
| Canada            | 33                |
| Grecia            | 23                |
| Irlanda           | 25                |
| Lettonia          | 49                |
| Lituania          | 41                |
| Portogallo        | 72                |
| Regno Unito       | 46                |
| Stati Uniti       | 22                |
| Svizzera          | 68                |